# Rockers (bande originale)
Pour les articles homonymes, voir Rockers.
La bande originale du film Rockers (1978) est sortie en 1979.

## Liste des titres

### Face un
1. We 'A' Rockers (Ian Lewis, Bernard Harvey) - Inner Circle
2. Money Worries (Wilson) - The Maytones (en)
3. Police and Thieves (Junior Murvin, Lee Perry) - Junior Murvin
4. Books of Rules (Barry Llewellyn, Harry Johnson) - The Heptones
5. Stepping Razor (Joe Higgs) - Peter Tosh
6. Tenement Yard (Jacob Miller, Roger Lewis) - Jacob Miller
7. Fade Away (Earl « Chinna » Smith) - Junior Byles

### Face deux
1. Rockers (Neville Livingstone) - Bunny Wailer
2. Slave Master (Gregory Isaacs) - Gregory Isaacs
3. Man in the Street (Coxsone Dodd) - Rockers All Stars[2]
4. Graduation in Zion (Frank Dowding) - Kiddus I
5. Jah No Dead (Winston Rodney) - Burning Spear
6. Satta Massagana (L. Manning, D. Manning, B. Collins) - Third World
7. Natty Take Over (Justin Hines, Michael Roper) - Justin Hines & the Dominoes

## Crédits
- Theodoros Bafaloukos - Producteur exécutif
- Ayrom Robin - Producteur exécutif
- Chris Blackwell - Compilation des morceaux